# Tour Zénith
Der Tour Zénith (niederländisch Zenith-gebouw, deutsch Zenith-Turm) ist ein Hochhaus im Quartier Nord, dem zentralen Geschäftsviertel der belgischen Hauptstadt Brüssel. Das Gebäude befindet sich am Ende des Boulevard Du Roi Albert II und zählt zu den höchsten Gebäuden in Belgien.
Das Bürogebäude hat eine Höhe von 95 Metern, die sich auf 23 Etagen verteilen. Insgesamt bietet das Gebäude 30.000 Quadratmeter Nutzfläche. Der Turm wurde von den französischen und belgischen Architekten SCAU und José Vandevoorde konzipiert. Der Bau begann im Jahr 2007 und wurde im Jahr 2009 abgeschlossen. Erst nach zwei Jahren, im Jahr 2011, wurden die ersten Etagen des Gebäudes vermietet, das bis dahin leerstand.
Der Tour Zenith ist das letzte Hochhaus, das in diesem Teil des Quartier Nord gebaut wird.